# Meringis altipecten
Meringis altipecten är en loppart som beskrevs av Traub et Hoff 1951. Meringis altipecten ingår i släktet Meringis och familjen mullvadsloppor. Inga underarter finns listade i Catalogue of Life.